# Rhacocleis
A Rhacocleis a fürgeszöcskefélék rendszertani családjának egyik neme. Az ide tartozó fajok Dél-Európában, a Közel-Keleten és Észak-Afrikában élnek. Magyarországon egyetlen faj, a német szöcske képviseli.

## Fajok
A nembe 33 faj tartozik:
1. Rhacocleis acutangula Karabag, 1957
2. Rhacocleis agiostratica Werner, 1937
3. Rhacocleis anatolica Werner, 1933
4. Rhacocleis andikithirensis Tilmans, Odé & Willemse, 2016
5. Rhacocleis annulata Fieber, 1853 - típusfaj
6. Rhacocleis ayali Karabag, 1974
7. Rhacocleis baccettii Galvagni, 1976
8. Rhacocleis bonfilsi Galvagni, 1976
9. Rhacocleis buchichii Herman, 1874 -
10. Rhacocleis corsicana Bonfils, 1960
11. Rhacocleis crypta Willemse & Willemse, 2005
12. Rhacocleis dernensis Salfi, 1926
13. Rhacocleis derrai Harz, 1983
14. Rhacocleis distinguenda Werner, 1934
15. Rhacocleis edentata Willemse, 1982
16. Rhacocleis ferdinandi Willemse & Tilmans, 1987
17. Rhacocleis germanica (Herrich-Schäffer, 1840) - német szöcske
18. Rhacocleis graeca Uvarov, 1942
19. Rhacocleis insularis Ramme, 1928
20. Rhacocleis japygia La Greca, 1959
21. Rhacocleis lithoscirtetes Willemse & Willemse, 2005
22. Rhacocleis maculipedes (Ingrisch, 1983)
23. Rhacocleis neglecta (Costa, 1863)
24. Rhacocleis poneli Harz & Voisin, 1987
25. Rhacocleis ramburi (Serville, 1838)
26. Rhacocleis silvestrii Ramme, 1939
27. Rhacocleis silviarum Galvagni, 1984
28. Rhacocleis thyrrhenica La Greca, 1952
29. Rhacocleis trilobata La Greca & Messina, 1974
30. Rhacocleis tuberculata Karabag, 1978
31. Rhacocleis turcica (Uvarov, 1930)
32. Rhacocleis uvarovi Ramme, 1936
33. Rhacocleis werneri Willemse, 1982

## Fordítás
- Ez a szócikk részben vagy egészben  a   Rhacocleis című angol Wikipédia-szócikk ezen változatának fordításán alapul.  Az eredeti cikk szerkesztőit annak laptörténete sorolja fel. Ez a jelzés csupán a megfogalmazás eredetét és a szerzői jogokat jelzi, nem szolgál a cikkben szereplő információk forrásmegjelöléseként.